# Ernesto Narcisi
Ernesto Narcisi (Teramo, 28 ottobre 1852 – Teramo, 1932) è stato un ingegnere italiano.

## Biografia
Nato da una famiglia di artigiani, il padre Vincenzo era calzolaio, il giovane Ernesto si fece apprezzare fin dall'adolescenza per le sue vivaci capacità intellettuali. Inviato a Napoli per gli studi universitari conseguì rapidamente la laurea in Ingegneria e Matematica.
Il 18 luglio 1883 si unì in matrimonio con Rosa Angelini.
Rientrato a Teramo, ebbe l'incarico di ingegnere comunale. A questa attività preferì presto quella di insegnante presso il locale Istituto Tecnico “Vincenzo Comi” dove ricoprì l'incarico per l'insegnamento di Costruzioni ed ebbe come colleghi Giacinto Pannella, Michele Passeri e Nicola Palombieri.
Parallelamente all'insegnamento Narcisi si dedicò all'esercizio dell'attività privata.
Con Savini, Della Monica, Bindi e altri fu tra i primi componenti della Commissione provinciale per la tutela dei monumenti, incarico che rivestì per 24 anni, fino alla morte.
In tale contesto si occupò del Duomo di Teramo, ne disegnò la pianta, poi pubblicata dal Bindi nei suoi “Monumenti”, ne studiò la statica e propose l'isolamento dell'edificio e in particolare della torre.
Propose forse per primo l'apertura di una strada sul lato sud della Cattedrale.
Uomo di sentimenti democratici, affiliato alla Massoneria, visse appartato negli anni del fascismo.

## Opere
All'epoca del servizio come Ingegnere comunale:
- Progetta e dirige i lavori per il nuovo palazzo del Tribunale, realizzato grazie alla ristrutturazione del vecchio Orfanotrofio San Carlo. L'edificio ospita da alcuni anni il nuovo Museo archeologico;
- Progetta la nuova Villa Comunale, 1882-1884;
- 1883-1886: si occupa della sistemazione del centro storico di Teramo, lavora all'allargamento del Trivio e progetta la rampa di accesso alla Cittadella da piazza Cavour; disegna la pianta della Villa comunale e provvede a una sistemazioni della via dei Mulini che costeggia il terreno della Villa;
- Partecipa al progetto per il ribasolamento del corso San Giorgio;
- 1887-1914. Partecipa al dibattito per l'apertura di via Carducci verso piazza Dante;
- Tra il 1887 e il 1892 si occupa del Progetto per la conduttura dell'acqua nella città di Teramo e studia il modo di sfruttare la sorgente del Rio Arno alle falde del Gran Sasso d'Italia; sull'argomento scrive e pubblica diverse relazioni;
- Nel 1888 si occupa dell'abbattimento dei portici Pompetti;
- Nel 1888 disegna una “Pianta della città di Teramo” che viene pubblicata all'interno della Guida di Teramo curata in quell'anno da Giacinto Pannella;
- Del 1889 è la pubblicazione della Pianta del Duomo di Teramo all'interno del volume di Vincenzo Bindi, Monumenti storici ed artistici degli Abruzzi, 2 volumi, tavole e testo, Napoli,  Giannini, 1889;
- 1902. Progetta la nuova sede della Camera di Commercio, edificio che oggi ospita la Scuola media Francesco Savini;

## Scritti
- Conduttura d'acqua per la città di Teramo. Relazione, Teramo, 1887;
- Per la conduttura d'acqua a Teramo. Relazione sul progetto Pignocchi e altri studi, Teramo, ed. Stab. Tip. dell'Industria G. Fabbri, 1892;
- Società per la costruzione delle case operaie in Teramo, Relazione del Presidente ing. Ernesto Narcisi letta nell'assemblea generale degli azionisti nella seduta del 29 marzo 1896, Teramo, Tip. del Corriere abruzzese, 1897;